# شهلا معززی
شهلا معززی (۱۰ آذر ۱۳۳۲ علی آباد کتول –) نقاش ایرانی است. 
معززی در فرانسه معماری خواند، سپس به نقاشی روی آورد و آثارش در نمایشگاه‌های گوناگونی در اروپا به نمایش درآمده است.
شهلا معززی در ۱۰ آذر ۱۳۳۲ در خانواده‌ای از زمین‌داران سرشناس علی‌آباد کتول به دنیا آمد و در دوران کودکی در علی‌آباد کتول زیست . سپس در ۱۳۵۰ برای تحصیل در رشته معماری به پاریس رفت. پس از آن به نقاشی روی آورد و آثارش در نمایشگاه‌های مهمی در فرانسه، بلژیک، اسپانیا، و دیگر کشورهای اروپا به نمایش درآمده است.